# Quentin Kebron
Quentin Kebron (20 augustus 1992) is een Belgische atleet, die gespecialiseerd is in de middellange afstand. Hij werd eenmaal Belgisch kampioen.

## Loopbaan
Kebron nam in 2009 op de 800 m deel aan het Europees Olympisch Jeugdfestival. Hij plaatste zich voor de halve finale. Twee jaar later nam hij op dezelfde afstand deel aan de Europese kampioenschappen U20. Hij werd zevende in de finale. 
In 2017 werd Kebron voor het eerst Belgisch indoorkampioen op de 800 m. 
Clubs
Kebron is aangesloten bij Club Luik.

## Belgische kampioenschappen
Indoor
| Onderdeel | Jaar |
| --------- | ---- |
| 800 m     | 2017 |

## Persoonlijke records
Outdoor
| Onderdeel | Prestatie | Datum        | Plaats             |
| --------- | --------- | ------------ | ------------------ |
| 800 m     | 1.47,98   | 19 juli 2017 | Naimette-Xhovémont |

Indoor
| Onderdeel | Prestatie | Datum            | Plaats |
| --------- | --------- | ---------------- | ------ |
| 800 m     | 1.51,12   | 13 februari 2011 | Gent   |

## Palmares

### 800 m
- 2009: 4e ½ fin. EYOF te Tampere – 1.54,59
- 2011: 7e EK U20 te Tallinn – 1.51,26
- 2017:  BK indoor AC – 1.53,94